# الغاضبون (فلم)
الغاضبون هو فيلم مصري عرض عام 1996، بطولة فريد شوقي وصابرين والشحات مبروك وأحمد آدم وصلاح عبد الله وعلاء ولي الدين، ومن إخراج طارق النهري.

## قصة الفيلم
يؤسس شفيق العتر شركة لتوظيف الأموال، ويهرب مدخرات صغار المودعين للخارج ويرفض في نفس الوقت إعادتها إليهم، ليتولى المدعي العام التحقيق، وفي الوقت الذي تستسلم فيه غالبية المودعين لمصيرهم المحتوم وينتظرون في صمت، يرفض خمسة منهم الاستكانة ويتصدون لشفيق العتر لاسترداد أموالهم منه بأي ثمن.

## طاقم التمثيل
- فريد شوقي: (شفيق العتر)
- صابرين: (منى)
- الشحات مبروك: (صلاح)
- أحمد آدم: (آدم)
- صلاح عبد الله: (قناوي)
- علاء ولي الدين: (محمود)
- منى إبراهيم: (كوثر)
- عبد الحميد أنيس: (جابر)
- جمال منصور
- ممدوح الإسكندراني
- عبير عبد العزيز
- لمياء العبد
- كريمان
- سمير أبو المجد
- مجدي عبد الحليم
- ضياء عبد الخالق
- ميرفت خليل
- صلاح منصور

## فريق العمل
- إخراج: طارق النهري
- تأليف: بسيوني عثمان
- مدير التصوير: محمد طاهر
- مونتاج: يوسف الملاخ
- موسيقى تصويرية: حسين الإمام
- إنتاج: ليبرتي للإنتاج والتوزيع
- توزيع داخلي: اتحاد الفنانين للسينما والفيديو
- توزيع خارجي: الأهرام للسينما والفيديو (إبراهيم شوقي سالم)

## وصلات خارجية
- مقالات تستعمل روابط فنية بلا صلة مع ويكي بيانات